# 12 (ASKAのアルバム)
『12』（トゥエルブ）は、ASKAのセルフカバー・アルバム。2010年2月10日に発売された。発売元はユニバーサル シグマ。

## 背景・リリース
歌手デビュー30年を迎えて制作されたセルフカバー・アルバムで、CHAGE and ASKAの楽曲やソロの楽曲を再レコーディングして収録されている。
2009年12月に開催された自身のライブ『ASKA THE MELODY YOU HEARD THAT NIGHT
昭和が見ていたクリスマス』のツアー中に本作の発売が発表された。この発表時にタイトルは未発表であり、「ASKA究極のセルフカヴァーベスト」とだけ銘打たれていた。
2010年11月には、セルフカバー第2弾ともいえるアルバム『君の知らない君の歌』が発売された。

## 制作・音楽性
タイトルは本作の収録曲数である「12」が由来となっているが、ASKAは「1から数え始めた数字が10になると、何となく11が次のグループの先頭のような感覚があります。まぁ10進法で生活してるわけですから当たり前なんですけど。なのに1年が10ヶ月で区切られていないことを、子供の頃とても不思議に感じてたわけです。ここ数年、時々そんなことを口にするようになっていました。10で区切るのは表向き。『12』には人が知り得ることのない続きのようなものが隠されてるというか…いや、やっぱり説明不足の域は越えないなぁ。」と公言しており、ASKAなりの特別な意味が存在している。
本作に収録されている楽曲のアレンジはASKAの盟友とも呼べる、澤近泰輔と十川知司が担当している。

## プロモーション
2010年1月23日にはレコーディングスタジオでレコーディング時の環境のままで、マスター音源を聴くことができる完成披露試聴会が開催された。

## ツアー
本作発売後に2010年年3月31日で閉館した東京厚生年金会館を10日間使用したコンサート『グッバイ&サンキュー 東京厚生年金会館 ‐ここにあなたの足跡を‐』が開催された。

## 収録曲
| 全作詞・作曲: ASKA。 |                                  |           |            |                    |      |
| #                    | タイトル                         | 作詞      | 作曲・編曲 | 編曲               | 時間 |
| 1.                   | 「LOVE SONG」                    | ASKA      | ASKA       | 十川知司           | 5:16 |
| 2.                   | 「風のライオン」                 | ASKA      | ASKA       | 十川知司           | 4:57 |
| 3.                   | 「はじまりはいつも雨」           | ASKA      | ASKA       | 澤近泰輔           | 4:32 |
| 4.                   | 「WALK」                         | ASKA      | ASKA       | 十川知司           | 6:27 |
| 5.                   | 「PRIDE」                        | ASKA      | ASKA       | 澤近泰輔           | 5:41 |
| 6.                   | 「恋人はワイン色」               | ASKA      | ASKA       | 十川知司           | 5:11 |
| 7.                   | 「伝わりますか」                 | ASKA      | ASKA       | 澤近泰輔           | 5:08 |
| 8.                   | 「月が近づけば少しはましだろう」 | ASKA      | ASKA       | 十川知司           | 7:19 |
| 9.                   | 「DO YA DO」                     | ASKA      | ASKA       | 十川知司           | 5:22 |
| 10.                  | 「天気予報の恋人」               | ASKA      | ASKA       | 澤近泰輔           | 4:49 |
| 11.                  | 「君が愛を語れ」                 | ASKA      | ASKA       | 澤近泰輔、十川知司 | 5:49 |
| 12.                  | 「お・や・す・み」               | ASKA      | ASKA       | 澤近泰輔           | 4:21 |
| 合計時間:            | 合計時間:                        | 合計時間: | 64:52      |                    |      |

## 楽曲解説
1. LOVE SONG
オリジナルは、CHAGE and ASKAの24枚目シングル『LOVE SONG』に収録。
2. 風のライオン
オリジナルは、CHAGE and ASKAの10枚目アルバム『RHAPSODY』に収録。
3. はじまりはいつも雨
オリジナルは、ASKAの3枚目シングル『はじまりはいつも雨』に収録。
4. WALK
オリジナルは、CHAGE and ASKAの23枚目シングル『WALK』に収録。
5. PRIDE
オリジナルは、CHAGE and ASKAの12枚目のオリジナル・アルバム『PRIDE』に収録。
2021年10月には本作のレコーディングは別に、新たにレコーディングを行ってセルフカバーした『PRIDE』がシングルとして発売された[8][9]。
6. 恋人はワイン色
オリジナルは、CHAGE and ASKAの20枚目シングル『恋人はワイン色』に収録。
7. 伝わりますか
オリジナルは、ASKAの1枚目アルバム『SCENE』に収録。
8. 月が近づけば少しはましだろう
オリジナルは、ASKAの3枚目アルバム『NEVER END』に収録。
9. DO YA DO
オリジナルは、CHAGE and ASKAの25枚目シングル『DO YA DO』に収録。
10. 天気予報の恋人
オリジナルは、アルバム『PRIDE』に収録。
11. 君が愛を語れ
オリジナルは、シングル『はじまりはいつも雨』に収録。
12. お・や・す・み
オリジナルは、CHAGE and ASKAの2枚目アルバム『熱風』に収録。

## 参加ミュージシャン
| LOVE SONG - Drums：江口信夫 - E.Bass：MECKEN - E, A.Guitar：古川望 - Other Instruments：十川知司 風のライオン - Drums：屋敷豪太 - E.Bass：渡辺等 - E, A.Guitar：古川望 - Other Instruments：十川知司 はじまりはいつも雨 - Drums：江口信夫 - E.Bass：MECKEN - Strings：クラッシャー木村ストリングス - Harp：早川りさこ - Other Instruments：澤近泰輔 WALK - E.Bass：種子田健 - E, A.Guitar：今剛 - Other Instruments：十川知司 PRIDE - Drums：山木秀夫 - E.Bass：小原礼 - E.Guitar：小倉博和 - Other Instruments：澤近泰輔 恋人はワイン色 - Drums：江口信夫 - E.Bass：種子田健 - E.Guitar：古川昌義 - Piano：中西康晴 - Trumpet：ルイス・バジェ - Trombone：サスケ - T, B.Saxophone：かわ島崇文 - Strings：後藤勇一郎ストリングス - Other Instruments：十川知司 | 伝わりますか - G.Guitar：木村大 月が近づけば少しはましだろう - Drums：宮田繁男 - E.Bass：渡辺等 - F.Guitar：古川昌義 - E, A.Guitar：長田進 - Strings：後藤勇一郎ストリングス - Chorus：佐々木久美、浦嶋りんこ、CHAKA、TIGER - Other Instruments：十川知司 DO YA DO - Drums：屋敷豪太 - E.Bass：渡辺等 - E, G.Guitar：古川昌義 - E.Guitar：西川進 - Other Instruments：十川知司 天気予報の恋人 - Drums：山木秀夫 - E.Bass：小原礼 - E, A.Guitar：小倉博和 - Strings：クラッシャー木村ストリングス - Other Instruments：澤近泰輔 君が愛を語れ - Piano：澤近泰輔 - B3 Hammond Organ：十川知司 - Drums：山木秀夫 - E.Bass：MECKEN - E.Guitar：狩野良昭 - A.Guitar：今剛 - Chorus：佐々木久美、TIGER、高尾直樹 お・や・す・み - W.Bass：渡辺等 - G.Guitar：笛吹利明 - Cello：四家卯大 - Other Instruments：澤近泰輔 |